# 어깨밑근
어깨밑근(subscapularis) 또는 견갑하근은 어깨뼈밑오목을 채우고 상완골의 작은 결절(lesser tubercle, 소결절)과 어깨 관절의 관절낭 앞부분에 붙어 있는 큰 삼각형 근육이다.

## 같이 보기
- 부리돌기

## 참고 문헌
이 문서는 현재 퍼블릭 도메인에 속하는 그레이 해부학 제20판(1918) page 440의 내용을 기초로 작성된 글이 포함되어 있습니다.